# Съюз на македоно-одринските опълченски дружества в България
Съюзът на македоно-одринските опълченски дружества в България обединява бивши участници в Македоно-одринското опълчение, взело участие в Балканските войни.

## История
Първото такова дружество е създадено в София през 1913 година, но през Първата световна война дейността му замира. След края на войната подобни дружества се появяват в цялата страна, а на конгрес от 4 декември 1932 година, на който присъстват близо 3000 делегати, дружествата се обединяват в съюзна организация. Същата година е издаден юбилеен албум на Македоно-одринското опълчение. Между 1933 и 1944 година дружеството издава редактирания от Димитър Янев вестник „Български доброволец“, заменен в периода 1944 – 1946 от вестник „Доброволец“. След 1935 година за председател на дружествата е избран Милан Дамянов.
През 1940 година дружествата участват в Декларацията на емигрантските македонски организации за пряко присъединяване на Македония към Царство България.
След Деветосептемврийския преврат от 1944 година, Съюзът продължава да съществува. От 23 ноември 1948 година участниците в Илинденско-Преображенското въстание, на брой 16 000 души, започват да получават месечна пенсия от 4000 лева. В тази група обаче не влизат македоно-одринските опълченци и Съюзът развива активна дейност за даването им на право на пенсия, съгласно приетия през септември 1949 година закон. След края на народната демокрация, на извънреден конгрес на 28 и 29 ноември 1949 година и на първия републикански конгрес на 12 и 13 септември 1950 година, състоял се в Пловдив, се декларира желание „за вярна служба на новата власт“. В 1952 година с решение No 11035 от 22 февруари Съюзът на Македоно-одринските опълченци решава да се влее в Доброволната организация за съдействе на отбраната.
- Брой № 8 на „Български доброволец“
- „Прослава на Македоно-одринското опълчение“, издание на Съюза от 1933 година
- Членска карта на Коста Николов Чилов
- Членска карта на Ангел Петров Камберов от Неврокоп, 12 август 1939 година
- Членска карта на Милош Делев, 10 август 1942 година
- Членска карта на Тома Кръстев Чапаров от Галичник, 27 юли 1950 година